# Lacaena spectabilis
Lacaena spectabilis är en orkidéart som först beskrevs av Johann Friedrich Klotzsch, och fick sitt nu gällande namn av Heinrich Gustav Reichenbach. Lacaena spectabilis ingår i släktet Lacaena och familjen orkidéer. Inga underarter finns listade i Catalogue of Life.